# Shinta Mulia Sari
Shinta Mulia Sari (* 14. Juni 1988 in Jakarta) ist eine singapurische Badmintonspielerin. Ihre Brüder Hendra Wijaya und Hendri Kurniawan Saputra sind ebenfalls erfolgreiche Badmintonspieler.

## Karriere
Shinta Mulia Sari gewann 2005 die Iran Fajr International und die Croatian International. In der Saison 2007/2008 erkämpfte sie sich zwei Vizemeistertitel bei den Einzelmeisterschaften von Singapur. 2008 siegte sie bei den Vietnam Open und 2010 bei den Romanian International und den Polish International.

## Sportliche Erfolge
| Saison    | Veranstaltung                   | Disziplin   | Platz | Name                                   |
| --------- | ------------------------------- | ----------- | ----- | -------------------------------------- |
| 2005      | Iran Fajr International         | Damendoppel | 1     | Liu Fan Frances / Shinta Mulia Sari    |
| 2005      | Croatian International          | Damendoppel | 1     | Liu Fan Frances / Shinta Mulia Sari    |
| 2007/2008 | Singapur: Einzelmeisterschaften | Mixed       | 2     | Thng Boon Seong / Shinta Mulia Sari    |
| 2007/2008 | Singapur: Einzelmeisterschaften | Damendoppel | 2     | Shinta Mulia Sari / Vanessa Neo Yu Yan |
| 2008      | Vietnam Open                    | Damendoppel | 1     | Shinta Mulia Sari / Yao Lei            |
| 2009      | Südostasienspiele               | Damendoppel | 2     | Shinta Mulia Sari / Yao Lei            |
| 2010      | Romanian International          | Damendoppel | 1     | Shinta Mulia Sari / Yao Lei            |
| 2010      | Polish International            | Damendoppel | 1     | Shinta Mulia Sari / Yao Lei            |